# Jac Brun
Jacob Reidar Brown (26. února 1921 Drøbak – 3. června 1995) byl norský fotograf.

## Životopis
Od roku 1938 byl členem uměleckého sdružení Oslo Kameraklubb. Vystudoval Rude Foto a Dansk Fotografisk Forenings Fagskole dánské Fotografické Společnosti v roce 1951 a tovaryšské osvědčení získal v Oslu v roce 1953. Od roku 1953 do roku 1979 pracoval v Mittet & Co. jako fotograf a generální ředitel. V souvislosti s touto prací pořídil velké množství záběrů z celého Norska, fotografie, ze kterých se později vyráběly pohlednice.
Mezi lety 1962 a 1970 byl předsedou Norské asociace fotografů Norges Fotografforbund a později čestným členem stejné asociace. V letech 1979-1985 byl editorem pro norský fotografický věstník. V roce 1994 byl oceněn zlatou královskou medailí za zásluhy za příspěvek norské fotografii.

## Galerie

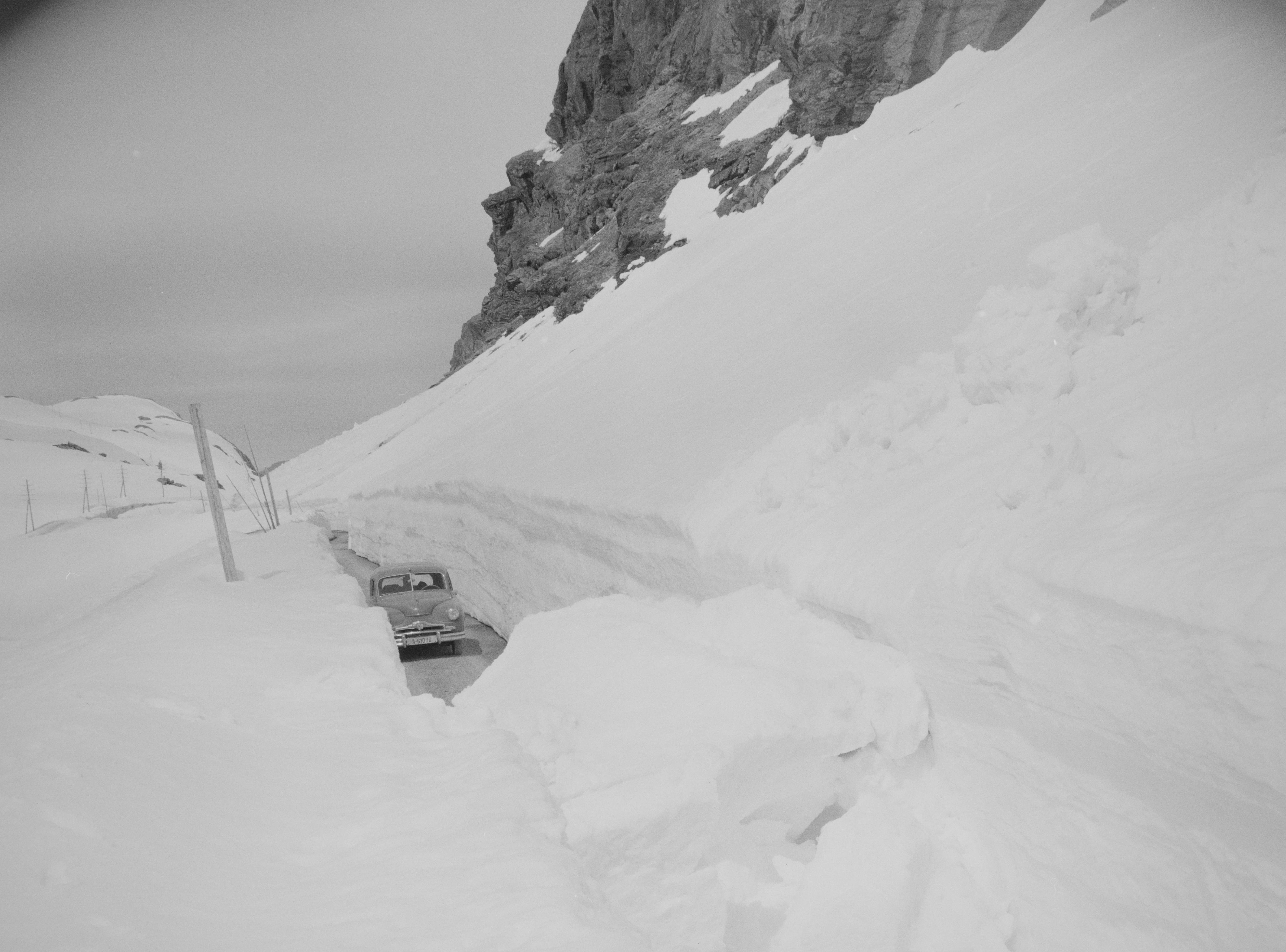
Dyrskar na Haukelifjell, 1955
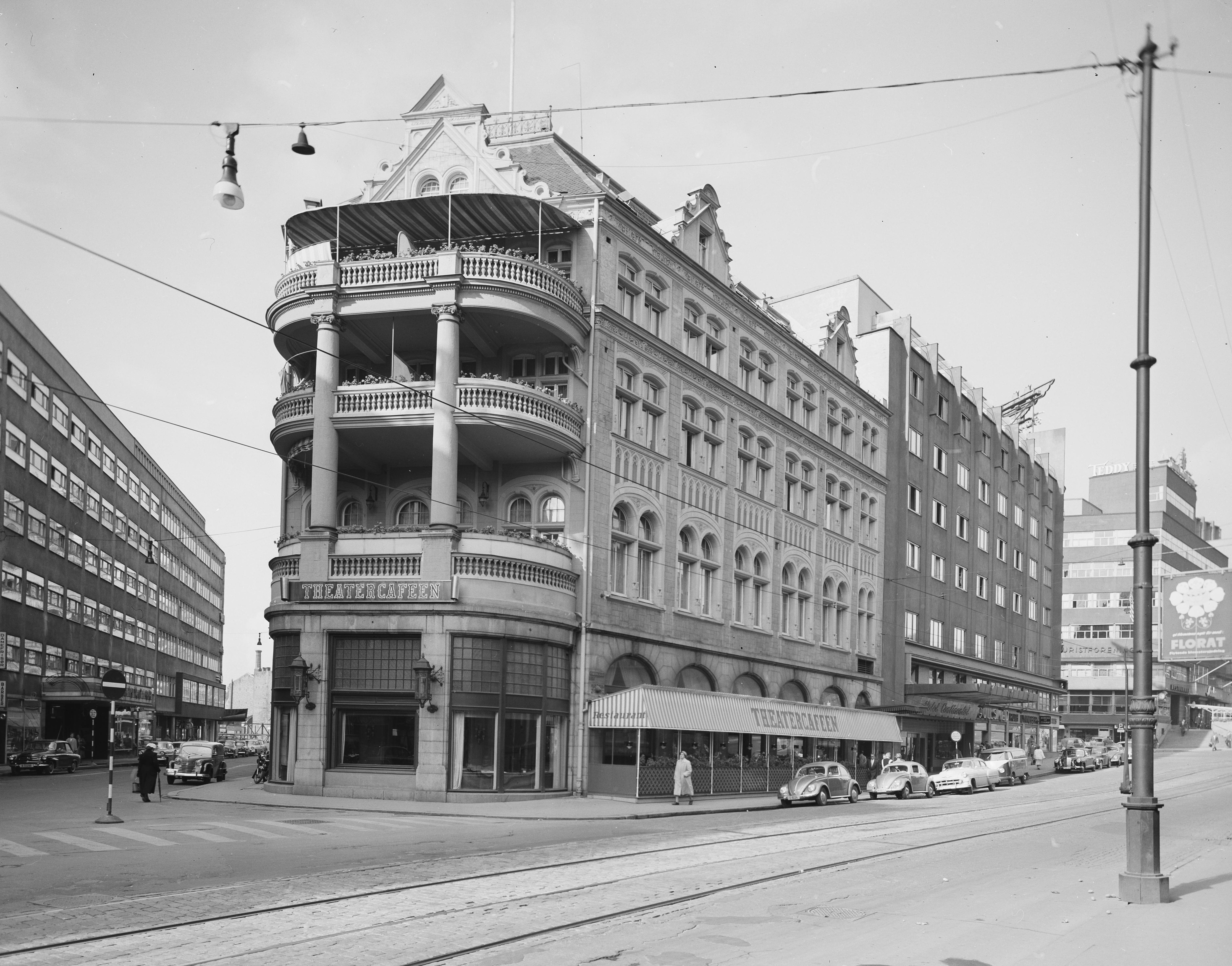
Hotel Continental v Oslo, 1957
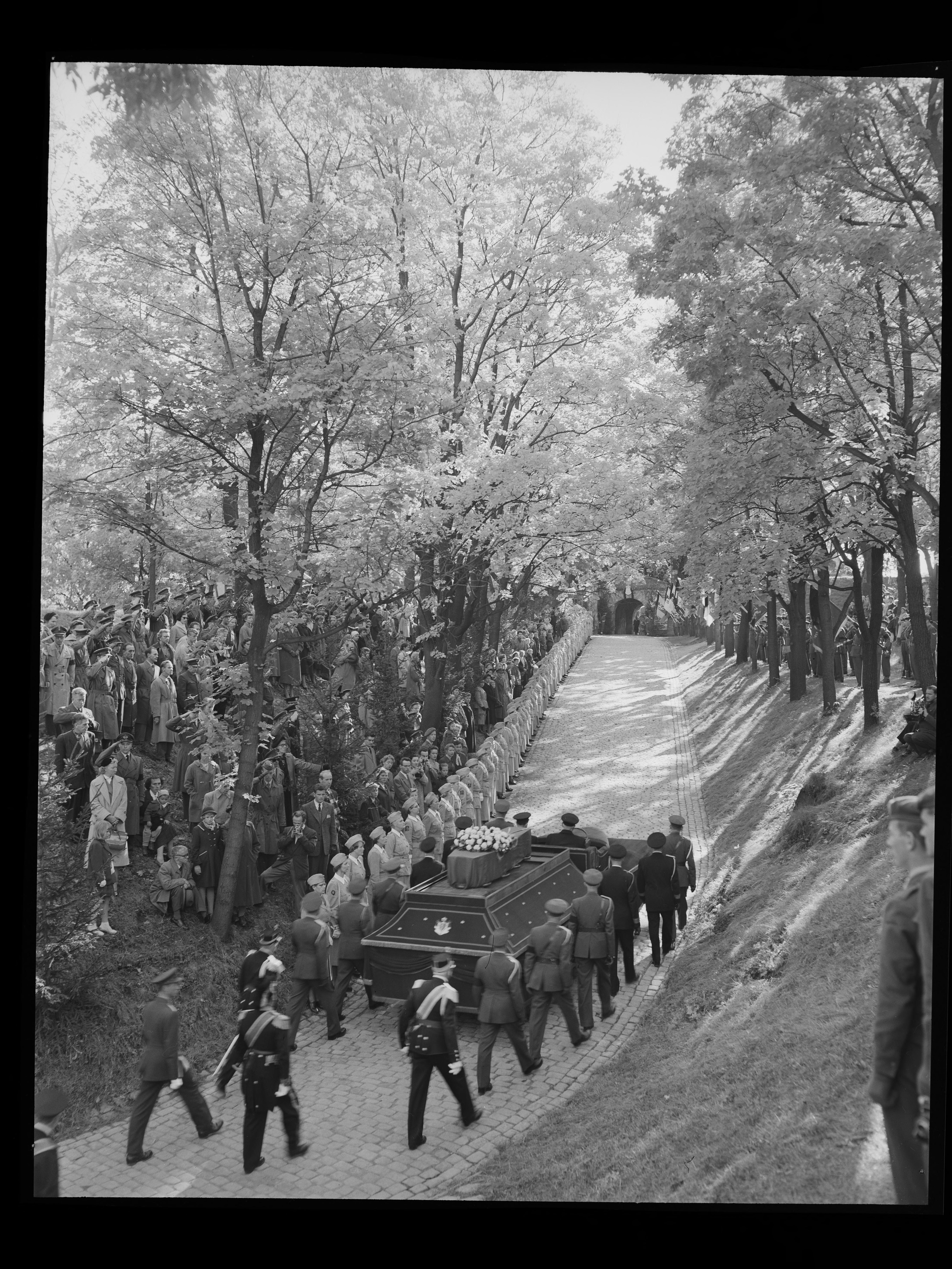
Pohřeb krále Haakona VII.
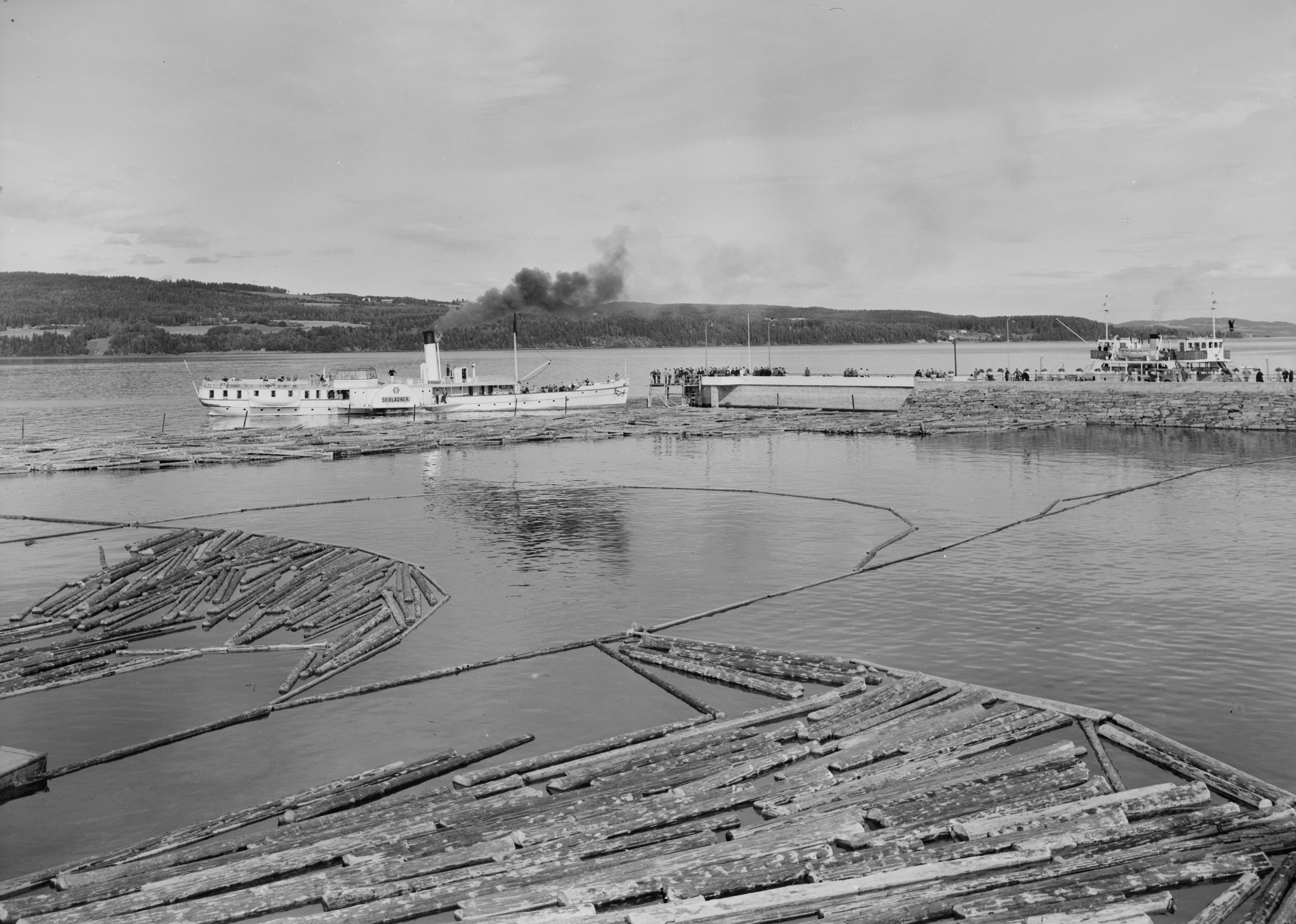
Gjøvik
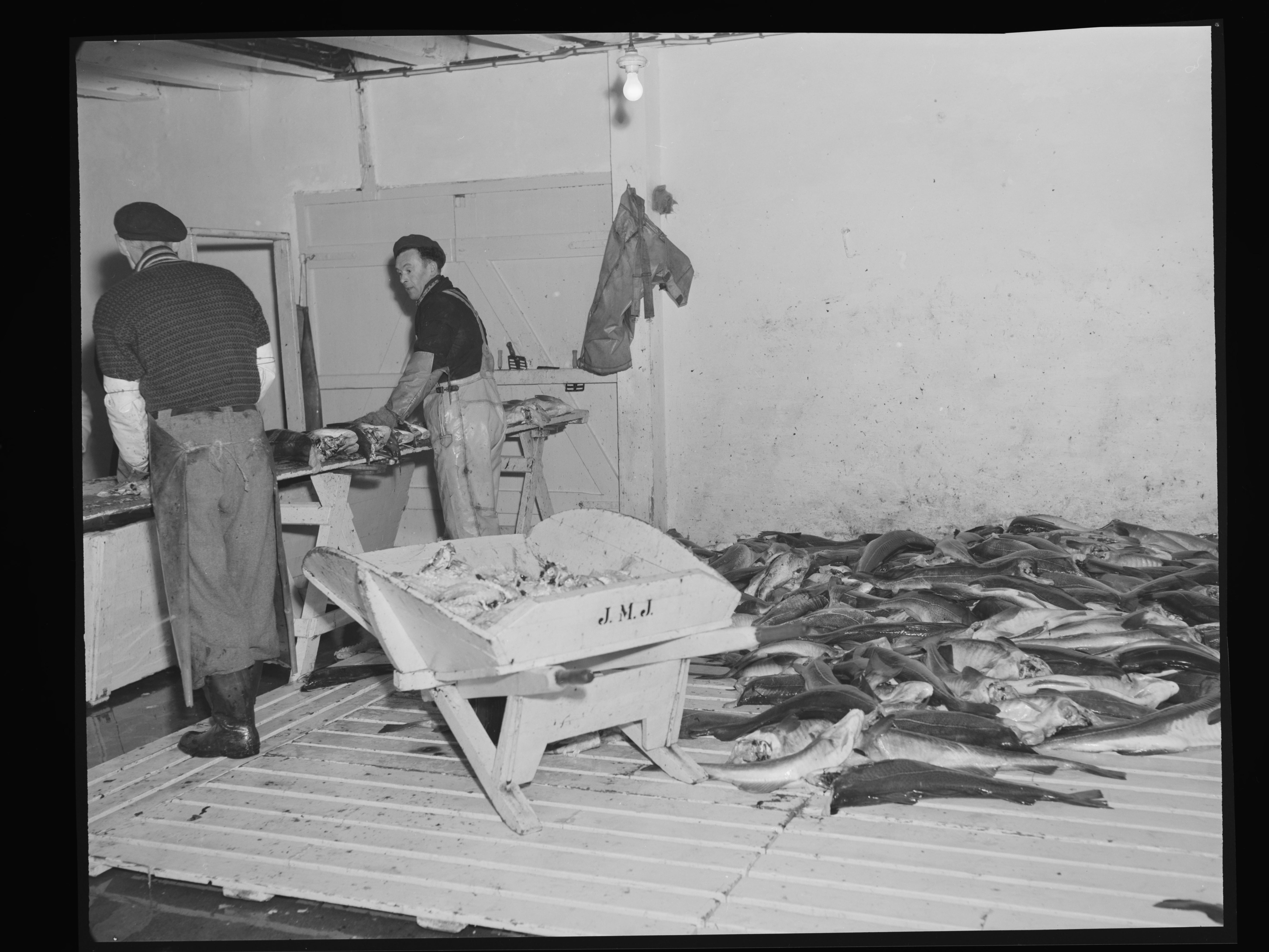
Lofoten, rybí trh
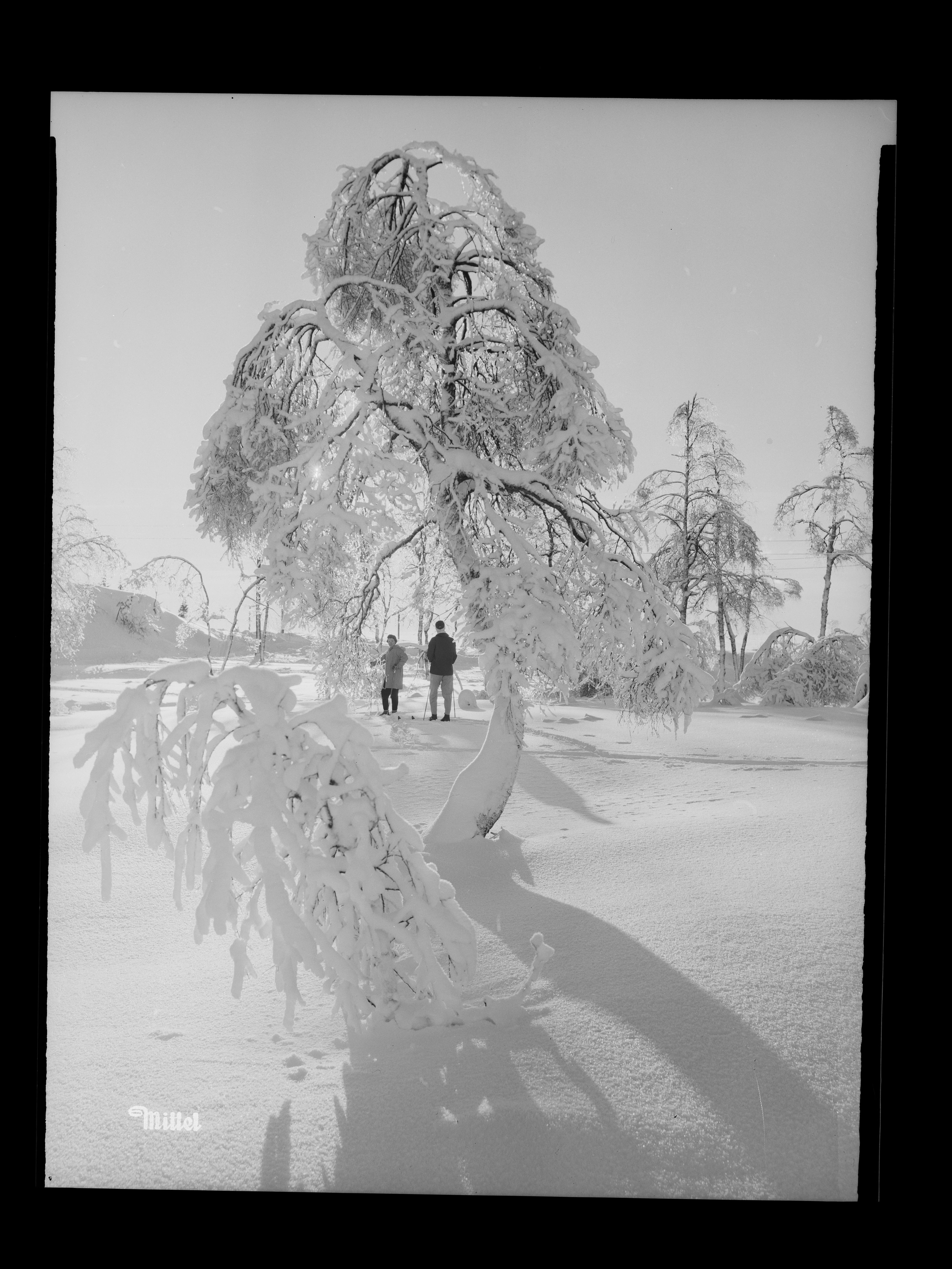
Nordmarka
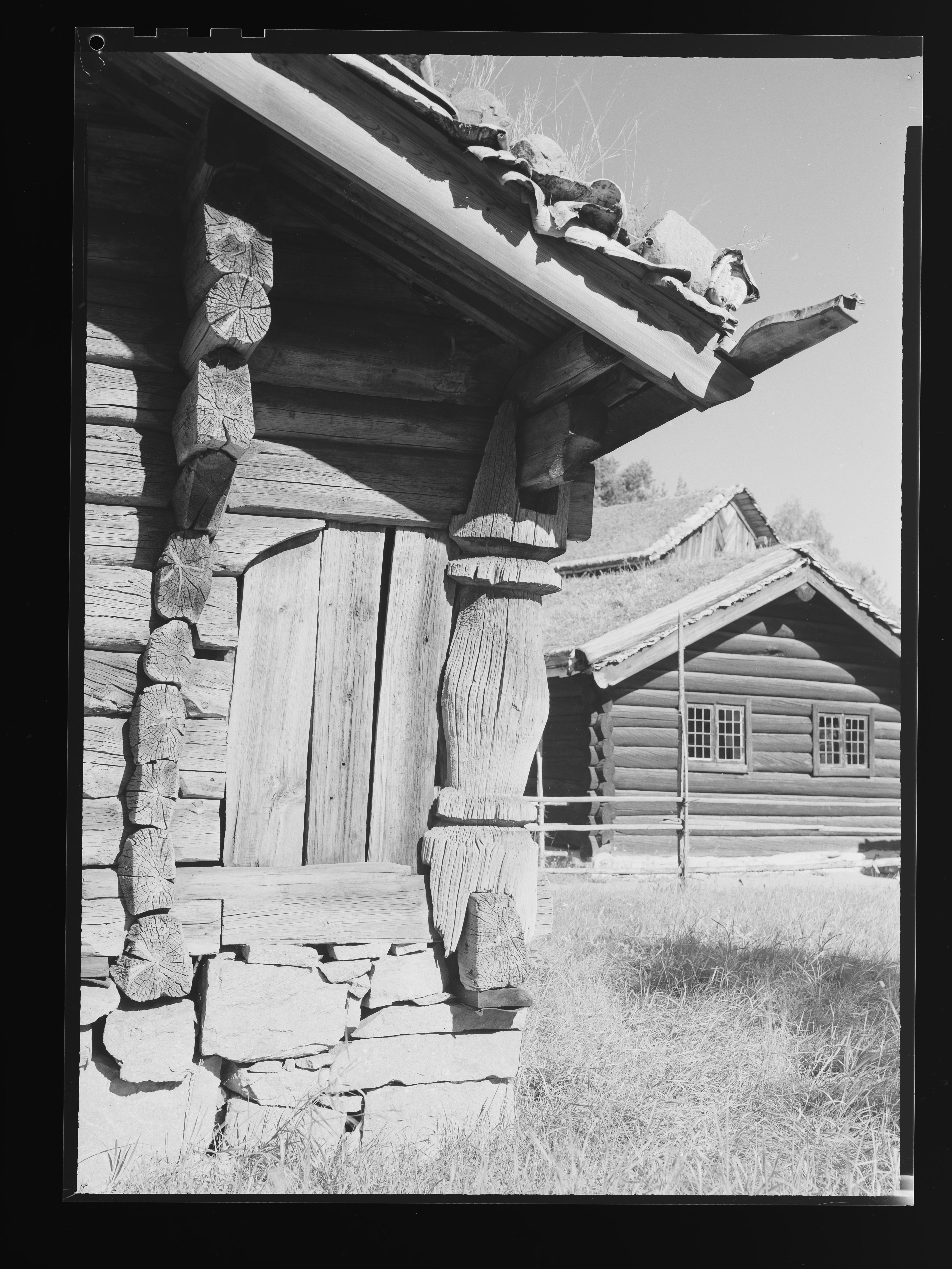
Norsk Folkemuseum
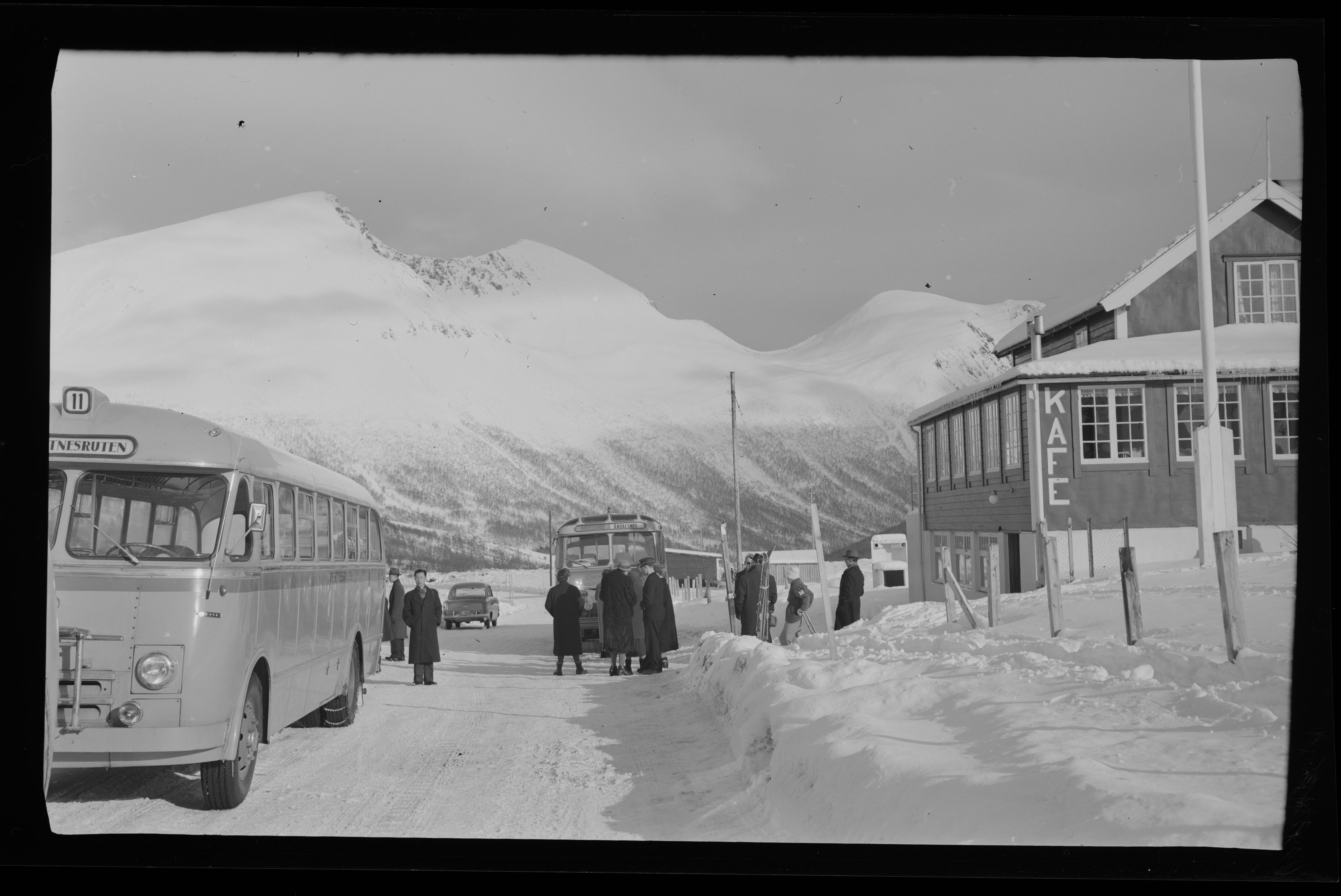
Tresfjord
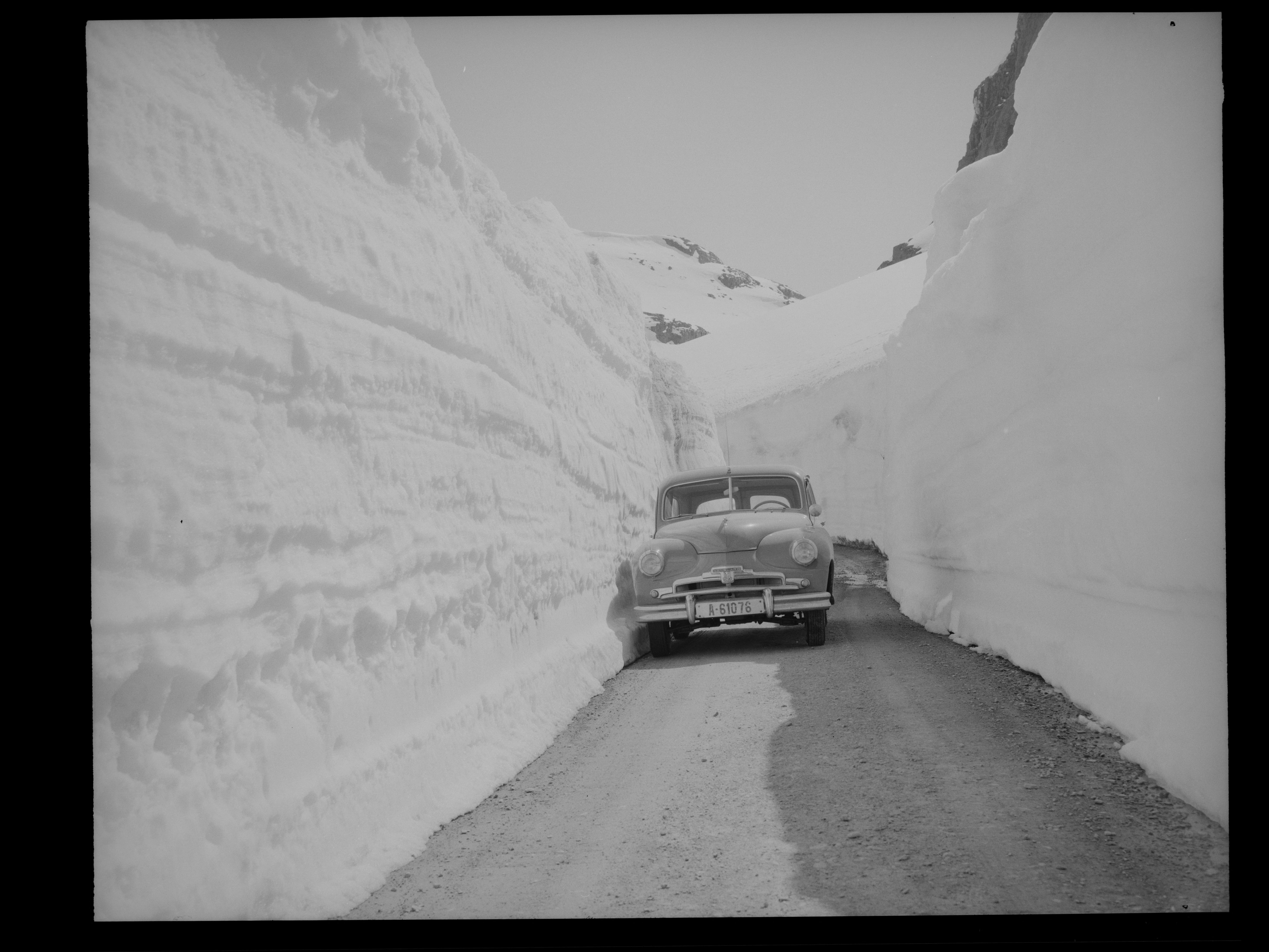
Ved Dyrskar